# 3141 Buchar
3141 Buchar este un asteroid din centura principală, descoperit pe 2 septembrie 1984 de Antonín Mrkos.